# Зульцталь
Зульцталь (нім. Sulzthal) — громада в Німеччині, розташована в землі Баварія. Підпорядковується адміністративному округу Нижня Франконія. Входить до складу району Бад-Кіссінген. Складова частина об'єднання громад Оєрдорф.
Площа — 15,06 км2. Населення становить 862 ос. (станом на 31 грудня 2020).